# Кастелето Черво
Кастелѐто Чѐрво (на италиански: Castelletto Cervo; на пиемонтски: Castlèt, Кастълет) е село и община в Северна Италия, провинция Биела, регион Пиемонт. Разположено е на 216 m надморска височина. Населението на общината е 905 души (към 2010 г.).